# Marian Adamiec
Marian Adamiec (ur. 31 lipca 1923 w Zamościu Nowym, zm. 17 listopada 2006) – polski działacz partyjny i państwowy, przewodniczący Prezydium Powiatowej Rady Narodowej w Człuchowie, w latach 1975–1981 wicewojewoda słupski.

## Życiorys
Syn Szczepana i Franciszki. W okresie II wojny światowej był partyzantem Batalionów Chłopskich. Na początku lat 50. zajmował stanowisko przewodniczącego Prezydium Powiatowej Rady Narodowej w Człuchowie, w tym okresie wygłaszał krytyczne opinie o ustroju i sytuacji gospodarczej państwa. W styczniu 1953 został aresztowany i pozbawiony funkcji. W czerwcu 1953 skazany na karę 12 miesięcy pozbawienia wolności.
Wieloletni działacz Zjednoczonego Stronnictwa Ludowego. Od 1981 pełnił funkcję prezesa Wojewódzkiego Komitetu ZSL w Słupsku, a od 1984 do 1988 zasiadał w Głównej Komisji Rewizyjnej ZSL. Od czerwca 1975 do kwietnia 1981 zajmował stanowisko wicewojewody słupskiego. Zajmował się także działalnością społeczną, m.in. na rzecz Narodowego Funduszu Ochrony Zdrowia.
Został pochowany na Starym Cmentarzu w Słupsku.

## Odznaczenia
- Medal za Długoletnie Pożycie Małżeńskie (1998)[7]
- Medal "Za zasługi dla ruchu ludowego" (1984)[8]